# Anna Linnikova
Anna Linnikova, (en russe : Анна Линникова) née le 4 avril 2000 à Orenbourg, est une mannequin russe, lauréate du concours Miss Russie 2022.

## Biographie
Linnikova a grandi à Orenbourg et a commencé à travailler professionnellement comme mannequin à 16 ans. En tant que modèle professionnel, Linnikova a travaillé sous contrat dans des pays comme la Chine, le Japon, la Corée du Sud, le Viêt Nam et la Malaisie. Elle a ensuite déménagé à Saint-Pétersbourg pour fréquenter l'Université d'État d'économie de Saint-Pétersbourg. Avant de remporter Miss Russie 2022, Linnikova était en deuxième année d'université, étudiant les relations publiques.

### Vie privée
En 2023, Linnikova est en couple avec Jackson Hinkle, un influenceur américain connu pour ses opinions pro-Poutine. Leur relation prend fin en décembre 2023.

## Concours de beauté
Linnikova a commencé sa carrière dans les concours de beauté en 2022, après avoir été l'une des 75 000 femmes à travers la Russie à auditionner pour être finaliste de Miss Russie 2022. Elle a finalement été sélectionnée comme candidate officielle, représentant Orenbourg. Linnikova s'est qualifiée parmi les dix premières lors de la finale qui s'est tenue le 25 juillet 2022, avant d'être déclarée vainqueur. En tant que Miss Russie, Linnikova a représenté la Russie à Miss Univers 2022.